# Рябинник сумахолистный
Ряби́нник сумахоли́стный (лат. Sorbaria rhoifolia) — кустарник, вид растений рода Рябинник (Sorbaria) семейства Розовые (Rosaceae). Согласно последнему пересмотру, сведён к синонимам вида Sorbaria grandiflora (Sweet) Maxim. — Рябинник крупноцветковый.
Видовое название это растение получило за некоторое сходство листьев с листьями сумаха.

## Ботаническое описание
Листопадный кустарник высотой до 1 метра с толстыми побегами. Побеги, черешки листьев, оси соцветий и цветоножки покрыты опушением из коротких простых и длинных железисто-щетинистых волосков рыжего цвета (один из отличительных признаков вида).
Листья длиной до 15 см, непарноперистые, состоят из 9—11 тесно расположенных сидячих овально-ланцетных листочков длиной 2,5—7 см. Основание листочков несимметричное, края двоякопильчатые, к верхушке они постепенно заостряются. Сверху листовые пластинки голые, снизу с густым беловатым опушением (особенно у молодых листьев).
Цветки обоеполые, крупные (диаметром до 15 мм), розовато-белые, собраны в густые округло-овальные метёлки длиной до 8 см. Гипантий и чашелистики снаружи железистые, лепестки почти округлые.
Плоды — листовки длиной около 8 мм с прижато-волосистым опушением.
Цветет в июне — июле, семена созревают в августе.

## Распространение и экология
Редкое растение, узкоареальный эндемик, произрастающий только в России в Приморском и Хабаровском краях. Внесён в Красную книгу России (до 2021 года) и Красную книгу Хабаровского края. Встречается по краю каменистых россыпей и на каменистых склонах до высоты 1600 метров над уровнем моря. Местами образует небольшие заросли.